# المجلس الفدرالي السويسري
المجلس الفدرالي هو مجلس الوزراء الاتحادي في سويسرا. يعمل أعضاؤه السبعة بصفة رأس الدولة ورئيس الحكومة السويسرية. منذ ما بعد الحرب العالمية الثانية، أصبح المجلس الاتحادي  ائتلافاً حكومياً دائماً يتألف من ممثلين دائمين عن الأحزاب السياسية الرئيسية في البلاد.
في حين أن المجلس الاتحادي بأكمله مسؤول عن قيادة الإدارة الفيدرالية لسويسرا، فإن كل عضو يرأس إحدى الإدارات التنفيذية الفيدرالية السبع. يرأس رئيس الاتحاد السويسري المجلس، لكنه لا يمارس أي سلطة معينة؛ بل  يتناوب أعضاء المجلس السبعة على المنصب سنويًا.
يُنتَخَب المجلس الاتحادي كهيئة مؤلفة من 246 عضوًا في الجمعية الاتحادية (سويسرا) لمدة أربع سنوات ينتخبون في الانتخابات البرلمانية الاتحادية، دون إمكانية إعادة الانتخابات أو حجب الثقة. مدة خدمة أعضاء المجلس الفيدرالي غير محدودة، وعادةً ما يُعاد انتخابهم بموجب الاتفاقية؛ يخدم معظمهم حوالي 8 إلى 12 عامًا في المنصب.

## وصلات خارجية
- الموقع الرسمي
- Federal Council بالألمانية وبالفرنسية وبالإيطالية من قاموس سويسرا التاريخي على الإنترنت.